# L'automa (Moravia)
L'automa è il titolo di una raccolta di 41 racconti brevi scritti da Alberto Moravia, pubblicata per la prima volta nel 1962 con la casa editrice Bompiani a Milano.
Il romanzo fu presto tradotto in inglese nel 1964 da Angus Davidson, col titolo The fetish: a volume of stories, rifacendosi al titolo del sesto racconto, Il feticcio. 
Tema centrale della raccolta è l'incapacità, da parte dei protagonisti del racconto, di agire in maniera proattiva ai problemi ed eventi che si abbattono su di loro, decidendo di agire per inerzia e lasciando ad altri personaggi la possibilità di agire.

## I racconti
- Le stordite
- Appuntamento al mare
- Troppo ricca
- L'evasione
- Piccola e gelosa
- Il feticcio
- L'automa
- Il conto
- Lo specchio a tre luci
- In famiglia
- In paese straniero
- In viaggio di nozze
- La censura
- Hai dormito
- L'uomo che guarda
- La ripetizione
- L'angoscia
- Il misantropo
- Le parole e la notte
- Il sogno
- La casa del delitto
- L'alfabeto
- La camera e la strada
- Bell'amore
- Scherzi della gelosia
- Le domande
- Le parole
- Niente
- Non ti senti meglio?
- Passare il tempo
- Le misure
- L'insonnia insieme
- Va bene
- Gli oggetti
- Di notte, nel sonno
- Il poeta e il medico
- La faccia gonfia
- Era un'avventura
- La vita è una giungla
- La testa contro il muro
- La bella vita

## Adattamenti
- Nel film antologico Ieri, oggi, domani di Vittorio De Sica, il secondo episodio è una trasposizione cinematografica del racconto Troppo ricca, il terzo nella raccolta.
- Il racconto Appuntamento al mare, secondo nella raccolta, è servito come soggetto per il film Le ore nude di Marco Vicario.

## Edizioni
- Alberto Moravia, L'automa, A. Mondadori, Milano 1962.
- Alberto Moravia, L'automa, Bompiani, Milano 1963.
- Alberto Moravia, L'automa, Bompiani, Milano 2004.